# Karle
Karle är en ort i Tjeckien.   Den ligger i regionen Pardubice, i den östra delen av landet, 140 km öster om huvudstaden Prag. Karle ligger 488 meter över havet och antalet invånare är 378.
Terrängen runt Karle är huvudsakligen platt, men norrut är den kuperad. Terrängen runt Karle sluttar norrut. Runt Karle är det ganska tätbefolkat, med 108 invånare per kvadratkilometer. Närmaste större samhälle är Svitavy, 7,5 km öster om Karle. I omgivningarna runt Karle växer i huvudsak blandskog.